# Красная Грузия
«Кра́сная Гру́зия» (до 13 сентября 1924 года — «Эльпидифо́р № 417», с 13 сентября 1924 года до 12 февраля 1925 года — ТЩ № 23) — советский тральщик, потом минный заградитель, а затем канонерская лодка типа «Эльпидифор».

## История корабля
Имеющиеся в Российской империи разнообразные десантно-высадочные средства, построенные до и во время Первой мировой войны (различные боты и «болиндеры»), представляли собой достаточно простые и удобные средства выгрузки, но их мореходность, грузоподъёмность и дальность плавания были явно недостаточны. Поэтому специалисты обратились к более крупным, уже имеющимся гражданским прототипам на Азовском море. Удачной находкой сочли одну из паровых шхун-зерновозов под названием «Елпидифор», принадлежавшую российскому купцу Елпидифору Парамонову (затем торговой компании «Е. Т. Парамонов и сыновья» после его смерти в 1909 году), имевшую водоизмещение около 1000 тонн. Фактически, это был почти уже готовый десантный корабль. Название судна, трансформировавшись в более звучное «Эльпидифор», вошло в историю отечественного флота, послужив сначала именем нарицательным для целой категории ему подобных Азово-Черноморских зерновозных судов постройки конца XIX — начала XX века, а затем и в качестве названия для проекта транспортно-десантных кораблей, разработанном в годы Первой мировой войны на его («Елпидифора») основе.
Проект десантных пароходов типа «Эльпидифор» был разработан в 1916 году, после чего Морское ведомство 21 августа (3 сентября)  1916 года выдало предварительный заказ на постройку первых 20 судов типа «Эльпидифор», из которых к концу 1916 года успели заложить 14. При этом одновременно велись корректировка проекта и его согласования с заказчиком, в итоге непосредственно перед Февральской революцией заказ был увеличен до 30 десантных пароходов. Осенью 1917 года Временное правительство урезало заказ до 20 единиц.
Десантные пароходы типа «Эльпидифор» сохранили все черты своего торгового «предка», но были значительно улучшены. Судно было оборудовано двойным дном с балластными цистернами, позволявшими изменять его дифферент и тем самым облегчать нос, который имел при этом почти нулевую осадку и мог «въезжать» на берег. В носовой части полубака имелись открывающиеся лацпорты для высадки десанта и средств его обеспечения по выдвижным сходням. Во все корабельные помещения было проведено освещение (включая грузовые трюмы), на полубаке установили прожектор, в носовой части верхней палубы имелась радиорубка с радиостанцией. Грузовые люки носовых трюмов имели специальные блоки и крепления для установки на них 2-х гидросамолётов или 2-х быстроходных катеров с целью их перевозки.
Вооружение десантного парохода («Эльпидифор № 410») состояло из двух 120-мм/40 пушек, двух 76-мм зенитных пушек Лендера и двух 7,62-мм пулемётов Ма́ксима, что позволяло эффективно поддерживать высаживающиеся войска. Десантные пароходы типа «Эльпидифор» можно считать самыми удачными и совершенными транспортно-десантными средствами Первой мировой войны. Единственным их недостатком являлась небольшая скорость — всего около 10 узлов. Причиной стала тривиальная экономия: после войны десантные пароходы предполагалось распродать в частные руки, а так как эксплуатация быстроходных судов была бы экономически невыгодной, это могло бы резко сократить число возможных покупателей.
Всего по данному проекту было заложено 20 единиц. 3 единицы («эльпидифоры» № 410—412) были построены в 1918—1919 годах по первоначальному проекту как десантные суда, остальные достраивались в советский период во время и после Гражданской войны по различным проектам: № 413—415 — как канонерские лодки; № 416, 417 — в качестве тральщиков (позже переклассифицированы в минные заградители, а затем в канонерские лодки); № 418—422 — как нефтеналивные суда; № 423—427 — как сухогрузы; № 428 и № 429 — не достраивались и были разобраны на стапелях.
Корабли типа «Эльпидифор» достраиваемые во время и после Гражданской войны для РККФ РСФСР (позднее — ВМС РККА) не имели десантных лацпортов, однако обладали более мощным артиллерийским вооружением: двумя 130-мм корабельными пушками образца 1913 года на полубаке и корме в диаметральной плоскости (прожектор был перенесён на фок-мачту), двумя 76-мм зенитными пушками Лендера и двумя 7,62-мм пулемётами Ма́ксима.
«Эльпидифор № 417» был заложен 9 (22) декабря 1916 года на заводе «Руссуд» в Николаеве, строительный номер С-87 («Строение № 87»). Спущен на воду в 7 (20) января 1918 года. После установления в Николаеве советской власти в 1920 году, достраивался на заводе «Наваль». Вступил в строй 30 октября 1923 года, вошёл в состав Морских сил Чёрного моря (после 11 января 1935 года — Черноморский флот) в качестве тральщика. 13 сентября 1924 года корабль получил обозначение ТЩ № 23, 12 февраля 1925 года переименован в «Красную Грузию».
18 марта 1926 года «Красная Грузия» была переклассифицирована в минный заградитель, а 28 июня 1928 года — в канонерскую лодку. После переклассификации в канлодку, в ходе очередного ремонта в конце 1920-х — начале 1930-х годов на верхней палубе взамен радиорубки, перенесённой на верхний ярус кормовой надстройки, было установлено третье 130-мм орудие Б-7 образца 1913 года с щитовым прикрытием (носовое и кормовое 130-мм орудия имели бронещиты изначально).
Корабль прошёл капитальные ремонты в 1925—1926 и 1934—1935 годах. В период капремонта 1934—1935 годов котлы корабля были переведены на мазут (запас топлива — 150 т), грот-мачту перенесли с кормы на надстройку (перед дымовой трубой). Во время очередного ремонта в 1939—1940 годах, освободившееся из-под грот-мачты пространство на спардеке было использовано для установки двух 45-мм полуавтоматических универсальных пушек 21-К.
В ходе Великой Отечественной войны корабль участвовал в обороне Одессы, высадке десанта в Григорьевку 22 сентября 1941 года, в Керченско-Феодосийской десантной операции 25—26 декабря 1941 года. В 1941—1942 годах дополнительно были установлены две 37-мм автоматические пушки 70-К (одна из них на крыше надстройки), а также пять 12,7-мм зенитных пулемётов ДШК вместо 7,62-мм «Максимов».
4—7 февраля 1943 года корабль участвовал в высадке десантов в Станичку и Южную Озерейку. 27 февраля 1943 года канонерская лодка «Красная Грузия» под командованием капитана 3-го ранга Г. В. Катунцевского в 21:55 доставила маршевое пополнение в район Мысхако (плацдарм «Малая земля»). «Красная Грузия» уткнулась носом в берег и начала разгрузку.
В 23:23 канонерка была атакована торпедными катерами противника. Торпеда попала в левую часть кормы. Взрывом были выброшены за борт 130-мм орудие и пулемёт, их расчёты погибли. Машинное отделение заполнилось паром. Аварийные партии пытались закрепить переборки и этим прекратить поступление воды. Удалось отключить котёл, в противном случае он бы взорвался. Вода затопила артиллерийские погреба.
28 февраля 1943 года в 01:20 канонерская лодка села на грунт в точке 44°39′36″ с. ш. 37°46′46″ в. д. на глубине носом — 1,18 м, кормой — 4,76 м.
Прибывшие буксиры пытались стащить корабль с мели, но из-за усилившегося обстрела спасательные работы пришлось прекратить. В последующие дни авиация и артиллерия противника основательно разрушили «Красную Грузию».
После войны АСС ЧФ была срезана находившаяся над водой надстройка, сам же корпус корабля находится на грунте по сей день.